# Quận Nelson, North Dakota
Quận Nelson là một quận thuộc tiểu bang Bắc Dakota, Hoa Kỳ. Quận lỵ đóng ở Lakota6. Dân số theo điều tra năm 2010 của Cục điều tra dân số Hoa Kỳ là 3126 người.

## Địa lý
Theo Cục điều tra dân số Hoa Kỳ, quận này có diện tích 2613 km2, trong đó có 70 km2 là diện tích mặt nước.